# Agabus perssoni
Agabus perssoni är en skalbaggsart som beskrevs av Nilsson 1992. Agabus perssoni ingår i släktet Agabus och familjen dykare. Inga underarter finns listade i Catalogue of Life.